# Città Vecchia (Praga)
La Città Vecchia (in ceco Staré Město, in tedesco Prager Altstadt) è un quartiere di Praga, nella Repubblica Ceca, 8 705 praghesi abitano nel centro storico.

## Storia
Subito dopo la zona del Castello e Malá Strana, la parte di Praga che cominciò ad essere popolata fu Staré Město, la Città Vecchia. Nel corso del XII secolo si stabilirono in questa parte della città italiani, ebrei, tedeschi, borgognoni.
Nel XIV secolo, Carlo IV di Lussemburgo espanse ulteriormente la città con la fondazione della Città Nuova: le due parti della città ai tempi erano socialmente e praticamente abbastanza divise e diverse, dato che pare che quest'ultima zona fosse all'epoca abitata dalla parte di popolazione meno abbiente ed era separata dalla Città Vecchia, Malá Strana e dal Castello Praghese da un grande fossato.
Oggigiorno è possibile identificare idealmente un tratto di quel fossato nella via Na Příkopě, termine che tradotta in lingua italiana indica per l'appunto via "dalla fossa" o anche "del fossatello".
A poche decine di metri da Na Příkopě, non a caso si trova la stazione della metropolitana Můstek. Il termine můstek infatti si può tradurre come il "Ponticello": proprio in quel punto si trovava il ponte sul fossato che poteva dare l'accesso alla città di Praga, destinata generalmente solo ai ricchi e ai nobili del tempo.
Sempre nella città vecchia è situata un'altra stazione della metropolitana, quella di Staroměstská.

## Punti d'interesse
Tra i luoghi da visitare nella città Vecchia ci sono la Piazza della Città Vecchia o l'Orologio astronomico. Lungo il fiume Moldava c'è il Piccolo Quartiere, chiamato Malá Strana in lingua ceca. Queste due parti della città sono collegate con il Ponte Carlo (Karlův Most).